# Євдокимов Валерій Олександрович
Валерій Олександрович Євдокимов (*15 липня 1941) — український політик, громадський діяч. Заслужений юрист України.
Голова Спілки юристів України (з 1995), президент Всесвітньої асоціації юристів (з серпня 2003), президент Світового конгресу українських юристів (з вересня 1998), президент Міжнародного благодійного фонду юристів України (з 1997), заступник голови Міжнародного союзу юристів (з грудня 1999), член Вищої ради юстиції України (з березня 1998). Академік Академії економічних наук України (1997), кандидат юридичних наук (1997), доцент юридичного факультету Академії державної податкової служби України (з 1998).
Народився 15 липня 1941 у м. Казань (Росія).
Освіта: Харківський юридичний інститут (1960—1964)

## Кар'єра
- 1957 — 60 — бетонник, електрик на підприємствах м. Харкова;
- 1960 — 64 — студент Харківського юридичного інституту;
- 1964 — 93 — на слідчій і прокурорській роботі в органах прокуратури, керівник юридичних підрозділів на підриємствах народного господарства;
- 1993 — 94 — президент Одеської асоціації юристів, 1-й заступник голови Спілки юристів України;
- З 1998 — член, 1998 — 2001 — голова Вищої ради юстиції України.

## Політична діяльність
- 1994 — 98 — народний депутат України, заступник Голови Комітету Верховної Ради України з питань законності та правопорядку;
- З квітня 2002 по березень 2005 — Народний депутат України 4-го скликання обраний по виборчому округу № 9 (Автономна Республіка Крим);
- 12 червня 2002 р. — секретар Комітету Верховної Ради України з питань правової політики

З 15 травня 2002 по 17 травня 2005 у фракції Соціал-демократичної, з 15 червня 2005 по 5 травня 2006 — у фракції Народної партії. Секретар Комітету Верховної Ради України з питань правової політики (червень 2002 — травень 2006)

## Громадська діяльність
- Віце-президент Українського союзу промисловців і підприємців (1996-98 рр.);
- Член Координаційної ради з питань судово-правової реформи при Президентові України (1997-99 рр.);
- Член Координаційного комітету боротьби з організованою злочинністю та корупцією при Президентові України (1995-99 рр.).

## Відзнаки
- Заслужений юрист України (1996)[3],
- Орден «За заслуги» ІІ і ІІІ ступеня (2003[4], 1998[5])